# 12 august
ianuarie • februarie • martie  • aprilie  • mai  • iunie  • iulie  • august  • septembrie  • octombrie  • noiembrie  • decembrie
12 august este a 224-a zi a calendarului gregorian și a 225-a zi în anii bisecți. Mai sunt 141 de zile până la sfârșitul anului.

## Evenimente

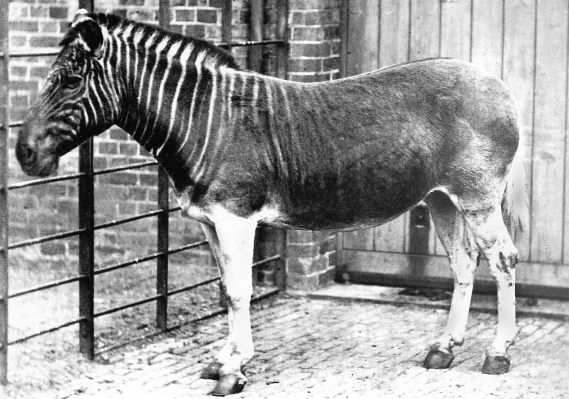
1883: Ultima zebră Cvaga (Quagga) a murit într-o grădină zoologică din Amsterdam.

- 490 î.Hr.: Victoria grecilor asupra perșilor în Bătălia de la Marathon; atenienii conduși de Miltiade au înfrânt armata persană trimisă de Darius I (după alte surse, bătălia a avut loc la 12 septembrie).
- 0678: Prin tratatul arabo-bizantin s-a pus capăt, temporar, atacurilor anuale ale flotei arabe asupra Constantinopolului.
- 1099: Prima cruciadă s-a încheiat odată cu bătălia de la Ascalon și cu retragerea forțelor fatimide în Egipt.[1]
- 1323: Este semnat Tratatul de la Nöteborg între Suedia și Republica Novgorod, care reglementează pentru prima dată granița dintre cele două țări.[2]
- 1492: Cristofor Columb ajunge în Insulele Canare în primul său voiaj spre Lumea Nouă.
- 1624: Președintele consiliului regal al lui Ludovic al XIII-lea al Franței este arestat și înlocuit de cardinalul Richelieu în calitate de consilier principal al regelui francez.
- 1687: Bătălia de la Mohács între trupele Imperiului Otoman sub comanda sultanului Mehmed al IV-lea și cele ale Imperiului Habsburgic, comandate de ducele Carol al V-lea de Lorena s-a încheiat cu victoria habsburgilor.

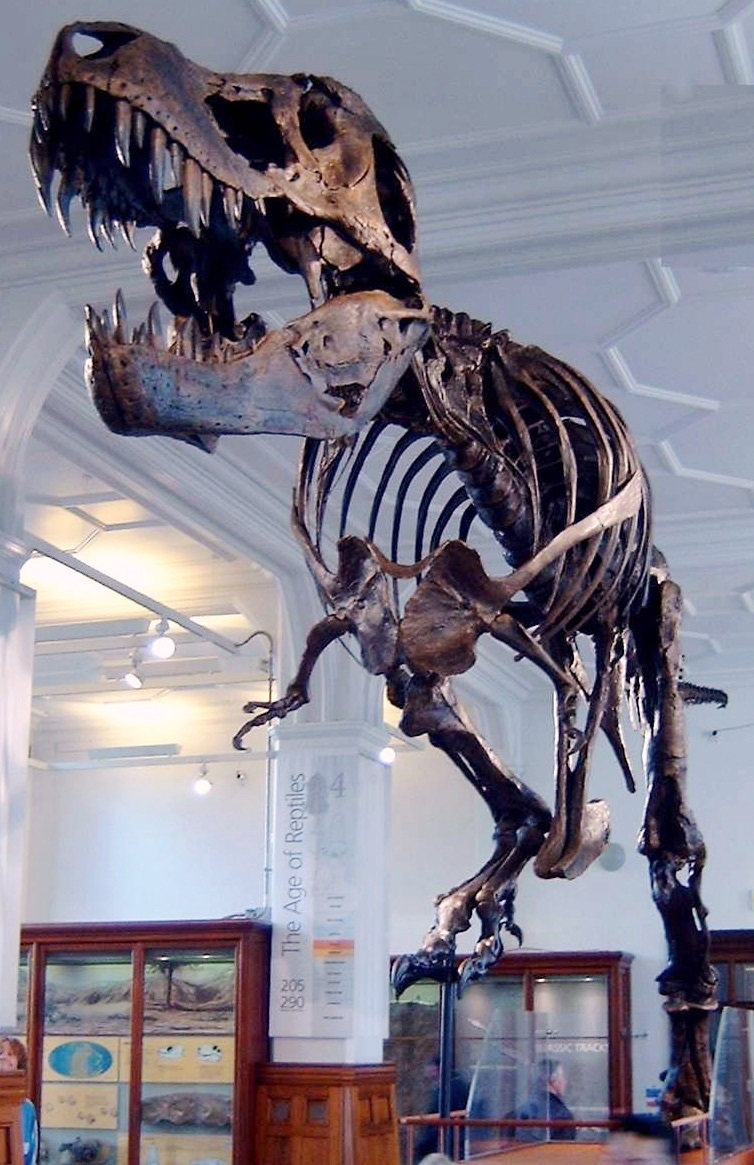
1990: Paleontologul american Sue Hendrickson descoperă un specimen de schelet fosilizat de Tyrannosaurus rex în Dakota de Sud. Este cel mai complet și cel mai bine păstrat schelet de acest fel până în prezent; scheletul se află acum la Muzeul de Istorie Naturală din Chicago și poartă numele "Sue" în cinstea descoperitorului său.

- 1851: Inventatorul american Isaac Singer primește un brevet pentru mașina sa de cusut.[3]
- 1857: Sub presiunea celorlalte puteri europene, Poarta Otomană a ordonat anularea alegerilor pentru Adunarea ad-hoc a Moldovei. Noile alegeri au dat câștig de cauză unioniștilor.
- 1871: Înființarea Cabinetului numismatic al Academiei Române, prin donațiile lui Al. Papiu Ilarian și V.A. Urechia.
- 1877: Astronomul american Asaph Hall a descoperit satelitul Deimos al planetei Marte.
- 1881: Incendiu la Teatrul Național din Praga. Acoperișul de alamă, scena și sala ard complet.
- 1883: Ultima zebră Cvaga (Quagga) a murit într-o grădină zoologică din Amsterdam.
- 1908: Primul model al mașinii Ford "T" a ieșit pe porțile uzinei din Detroit.
- 1914: Primul Război Mondial: Regatul Unit declară război Austro-Ungariei; țările Imperiului britanic îi urmează exemplul.
- 1920: Războiul polono-sovietic: Începe bătălia finală a conflictului, Bătălia de la Varșovia, terminată cu victoria decisivă a polonezilor.
- 1944: Orașul Alençon este eliberat de generalul Philippe Leclerc de Hauteclocque; primul oraș din Franța eliberat de naziști de către trupele franceze.
- 1949: 18 state au semnat Convențiile de la Geneva.
- 1952: Noaptea poeților asasinați: Treisprezece proeminenți intelectuali evrei sunt uciși la Moscova, Uniunea Sovietică.
- 1962: Cosmonautul Pavel Popovici s-a lansat în spațiu la bordul Vostok 4, exact la 24 de ore după Vostok 3. Este pentru prima dată când două nave spațiale cu echipaj sunt pe orbită în același timp.
- 1964: Africii de Sud îi este interzisă participarea la Jocurile Olimpice din cauza politicilor rasiste ale țării.
- 1981: Primul calculator personal IBM, IBM 5150, intră pe piață.
- 1990: Paleontologul american Sue Hendrickson descoperă un specimen de schelet fosilizat de Tyrannosaurus rex în Dakota de Sud. Este cel mai complet și cel mai bine păstrat schelet de acest fel până în prezent; scheletul se află acum la Muzeul de Istorie Naturală din Chicago și poartă numele "Sue" în cinstea descoperitorului său.
- 2000: Submarinul nuclear rusesc Kursk a explodat și s-a scufundat în Marea Barents în timpul unui exercițiu militar.
- 2005: Nava spațială Mars Reconnaissance Orbiter a NASA își începe călătoria spre Marte.[4] Va intra pe orbita marțiană la 10 martie 2006.
- 2012: Ceremonia de închidere a Jocurile Olimpice de la Londra.
- 2021: Conform rezultatelor recensământului din 2020 din Statele Unite, populația americanilor albi scade pentru prima dată din 1790 (la 61,6% din populația americană), iar creșterea populației este cea mai scăzută de la Marea criză economică (1929-1933).[5]

## Nașteri
- 1503: Christian al III-lea al Danemarcei și Norvegiei (d. 1559)
- 1629: Isabella Clara de Austria, ducesă de Mantua și Montferrat (d. 1685)
- 1704: Caroline de Nassau-Saarbrücken, contesă palatină de Zweibrücken (d. 1774)
- 1762: George al IV-lea al Regatului Unit (d. 1830)
- 1779: Georg, Mare Duce de Mecklenburg (d. 1860)
- 1816: Ion Ghica, om politic, prozator și economist român (d. 1897)
- 1825: Vito D'Ancona, pictor italian (d. 1884)
- 1866: Jacinto Benavente, dramaturg spaniol, laureat al Premiului Nobel (d. 1954)

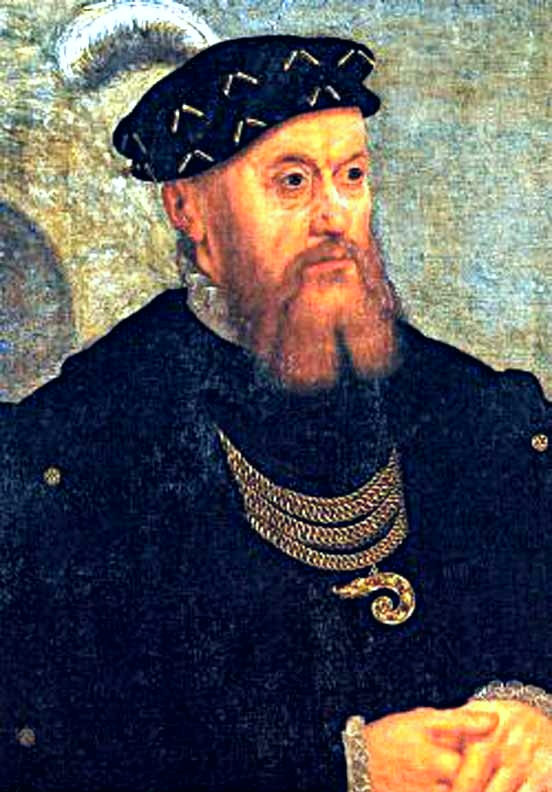
Christian al III-lea al Danemarcei și Norvegiei
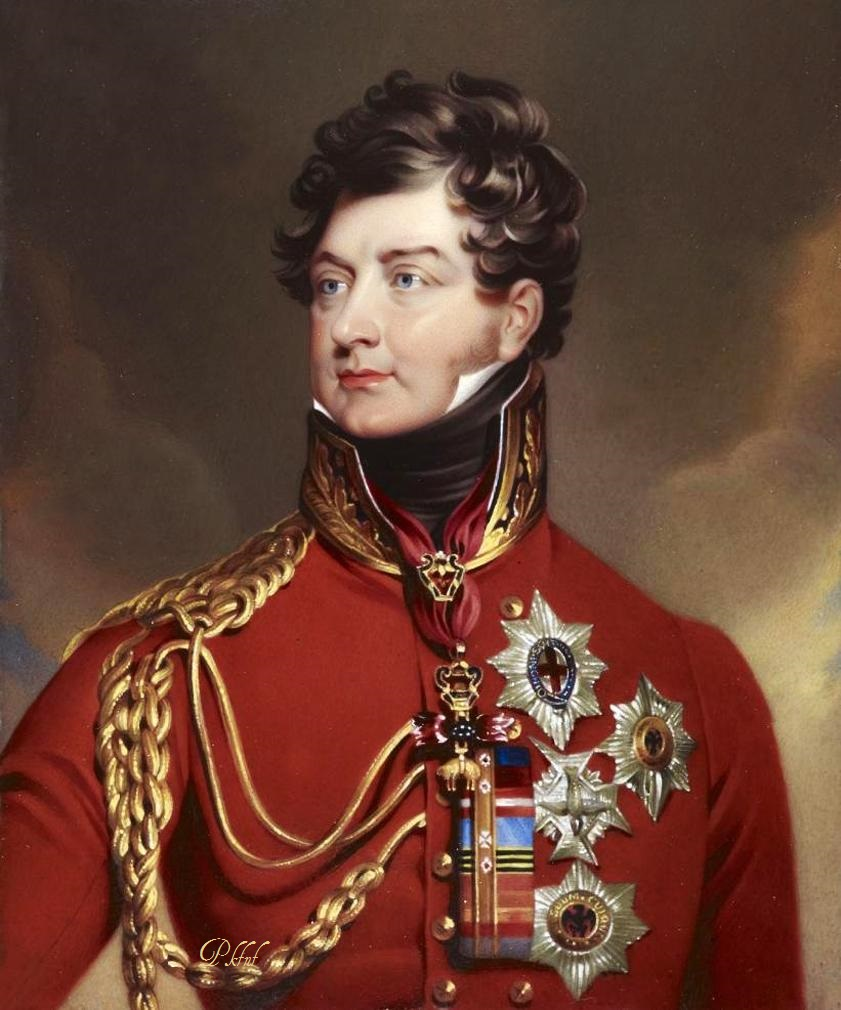
George al IV-lea al Regatului Unit
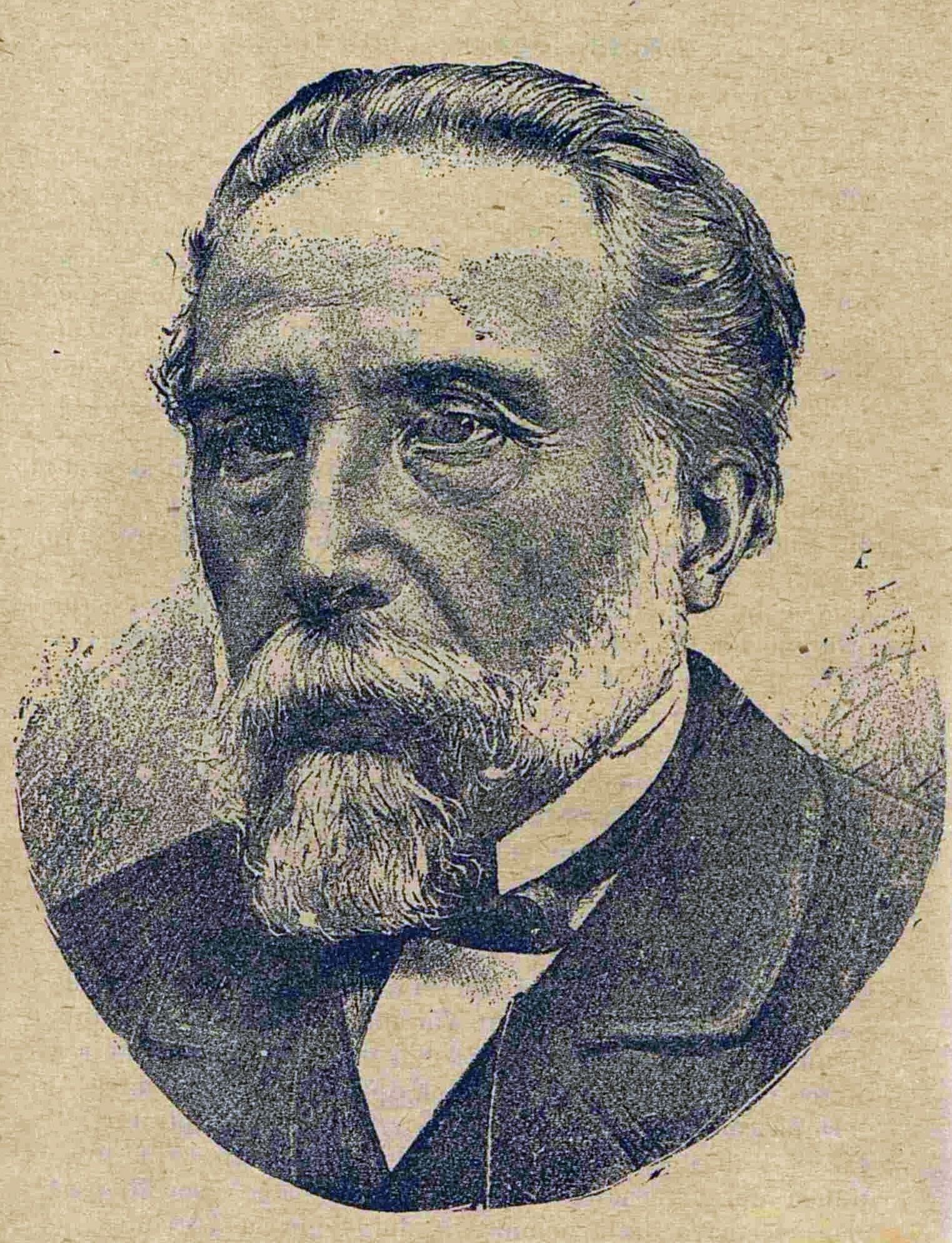
Ion Ghica, om politic, prozator și economist român

- 1870: Émile Moselly, scriitor francez, câștigător al Premiului Goncourt în 1907 (d. 1918)
- 1872: Prințesa Marie Louise de Schleswig-Holstein (d. 1956)
- 1878: Prințesa Maria di Grazia a celor Două Sicilii, Prințesă Imperială a Braziliei (d. 1973)
- 1881: Cecil B. DeMille, regizor american și producător de filme (d. 1959)
- 1884: Ioan Enescu, medic român (d. 1972)
- 1887: Erwin Schrödinger, fizician austriac, laureat al Premiului Nobel (d. 1961)
- 1888: Prințul Axel al Danemarcei (d. 1964)
- 1888: Radu Portocală, avocat, om politic liberal (d. 1952)
- 1897: Otto Struve, astronom ruso-american (d. 1963)
- 1899: Scarlat Longhin, medic român (d. 1979)
- 1904: Țareviciul Alexei al Rusiei (d. 1918)
- 1910: Vasile Deheleanu, fotbalist român (d. 2003)
- 1913: Clody Bertola, actriță română de teatru și film (d. 2007)
- 1916: Ioan Dicezare, pilot român (d. 2012)
- 1924: Nicuță Tănase, scriitor umoristic român (d. 1986)
- 1929: Liliana Tomescu, actriță română (d. 2021)
- 1934: George Soros, investitor și filantrop maghiaro-american
- 1935: John Cazale, actor american (d. 1978)
- 1936: Marius Iosifescu, matematician român (d. 2020)
- 1939: George Hamilton, actor american
- 1942: Koji Funamoto, fotbalist japonez

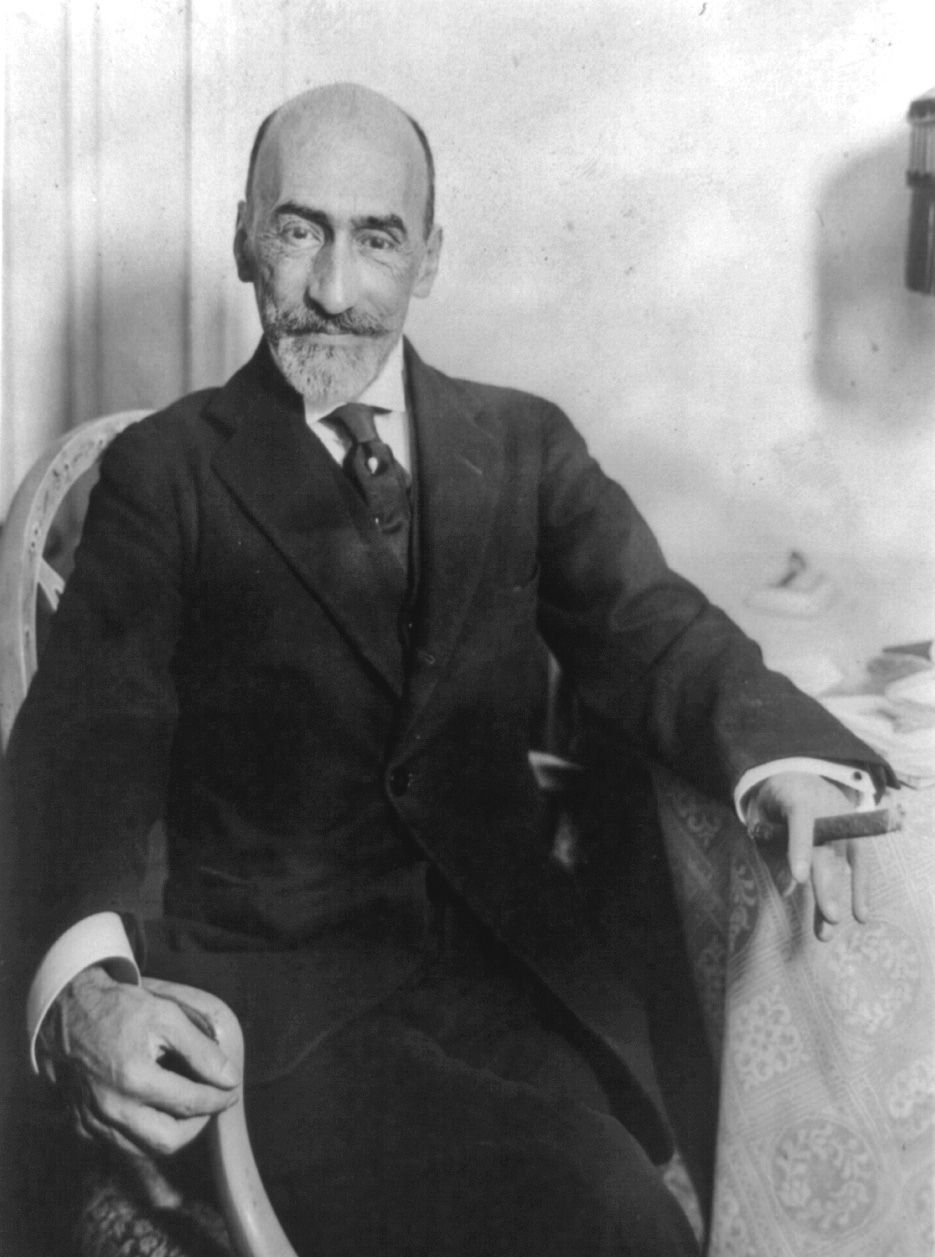
Jacinto Benavente, dramaturg spaniol, laureat Nobel
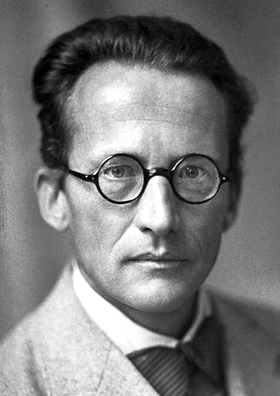
Erwin Schrödinger, fizician austriac, laureat Nobel
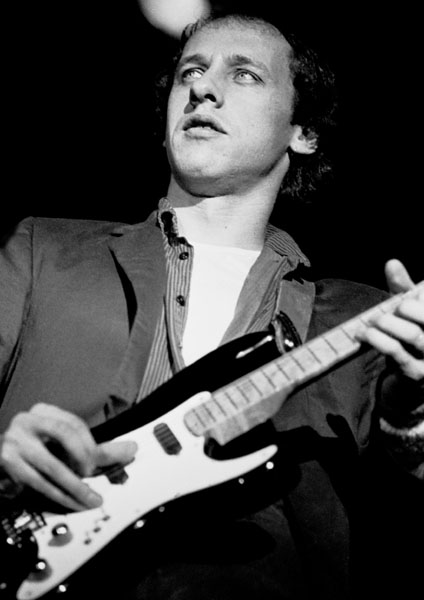
Mark Knopfler, chitarist britanic (Dire Straits)

- 1943: Angela Felicia Botez, filozof român
- 1949: Mark Knopfler, chitarist britanic (Dire Straits)
- 1950: Iris Berben, actriță germană
- 1954: François Hollande, politician francez, președinte al Franței
- 1964: Txiki Begiristain, fotbalist spaniol
- 1969: Simona Mihăescu, actriță română
- 1970: Ellory Elkayem, regizor neozeelandez
- 1971: Pete Sampras, jucător american de tenis
- 1972: Mark Davis, jucător englez de snooker
- 1972: Marius Florea Vizante, actor român
- 1975: Casey Affleck, actor și regizor american
- 1979: Viorica Țigău, atletă română
- 1981: Djibril Cissé, fotbalist francez
- 1983: Klaas-Jan Huntelaar, fotbalist olandez
- 1983: Zé Kalanga, fotbalist angolez
- 1983: Meryem Uzerli, actriță turco-germană
- 1985: Valentin Ursache, rugbist român

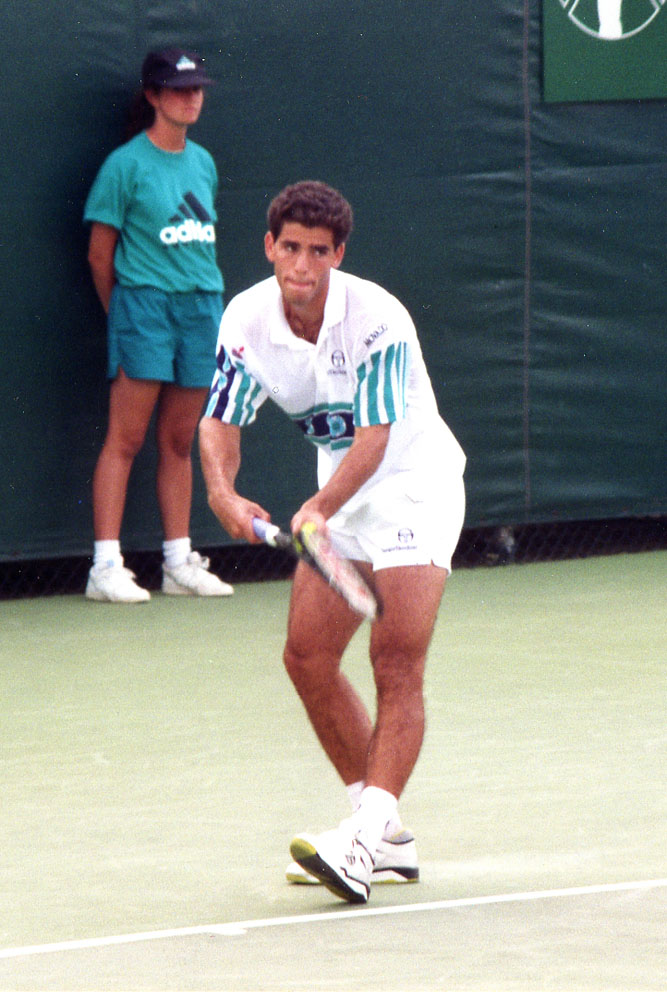
Pete Sampras, jucător american de tenis
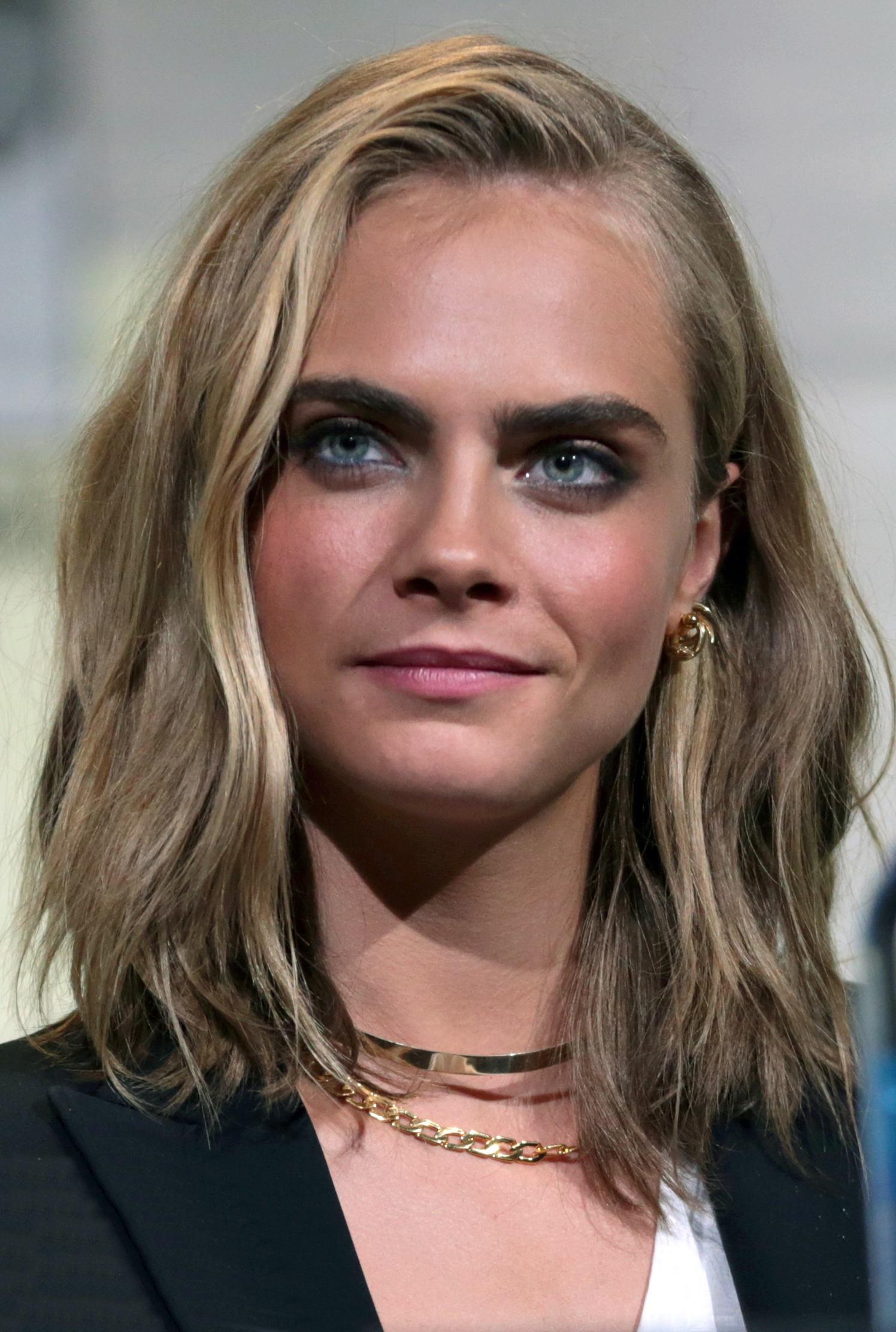
Cara Delevingne, actriță și cântăreață engleză
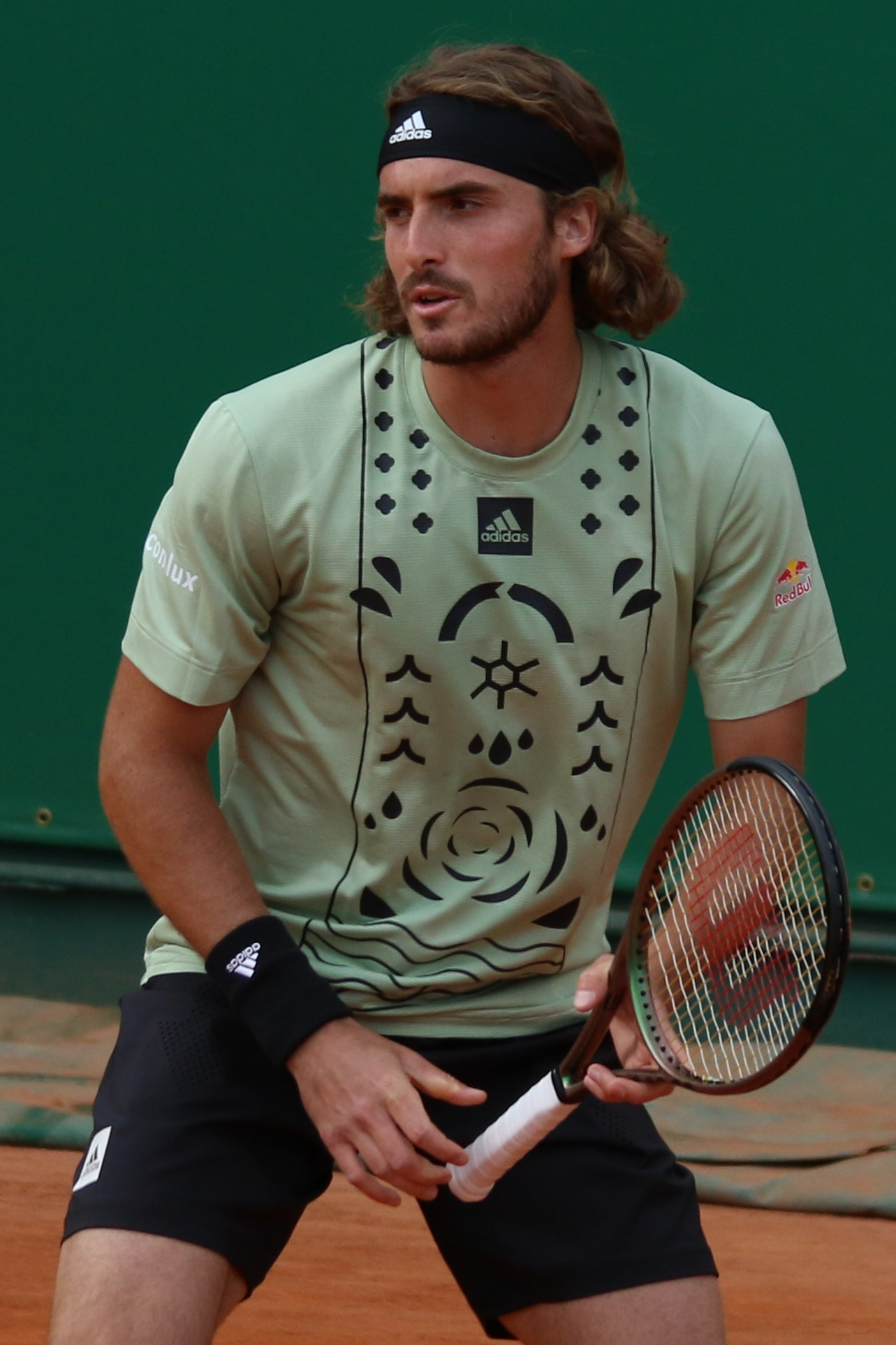
Stefanos Tsitsipas, tenismen grec

- 1986: Yojiro Takahagi, fotbalist japonez
- 1988: Tyson Fury, boxer britanic
- 1989: Tom Cleverley, fotbalist englez
- 1990: Mario Balotelli, fotbalist italian
- 1990: Wissam Ben Yedder, fotbalist francez
- 1991:Oancea Marian (Buxy) fotomodel ,actor Roman
- 1992: Cara Delevingne, fotomodel, actriță și cântăreață engleză
- 1992: Daria Samohina, handbalistă rusă
- 1998: Stefanos Tsitsipas, tenismen grec

## Decese
- 30 î.Hr.: Cleopatra a VII-a, regina Egiptului (n. 69 î.Hr.)
- 1546: Francisco de Vitoria, călugăr dominican, părintele dreptului internațional (n. 1480)
- 1827: William Blake, pictor și tipograf englez (n. 1757)
- 1848: George Stephenson, inginer englez (n. 1781)
- 1891: James Russel Lowell, scriitor american (n. 1819)
- 1900: James Edward Keeler, astronom american (n. 1857
- 1901: Niels Adolf Erik Nordenskiold, geolog suedez (n. 1832)
- 1928: Leos Janacek, compozitor, muzicolog și dirijor ceh (n. 1854)

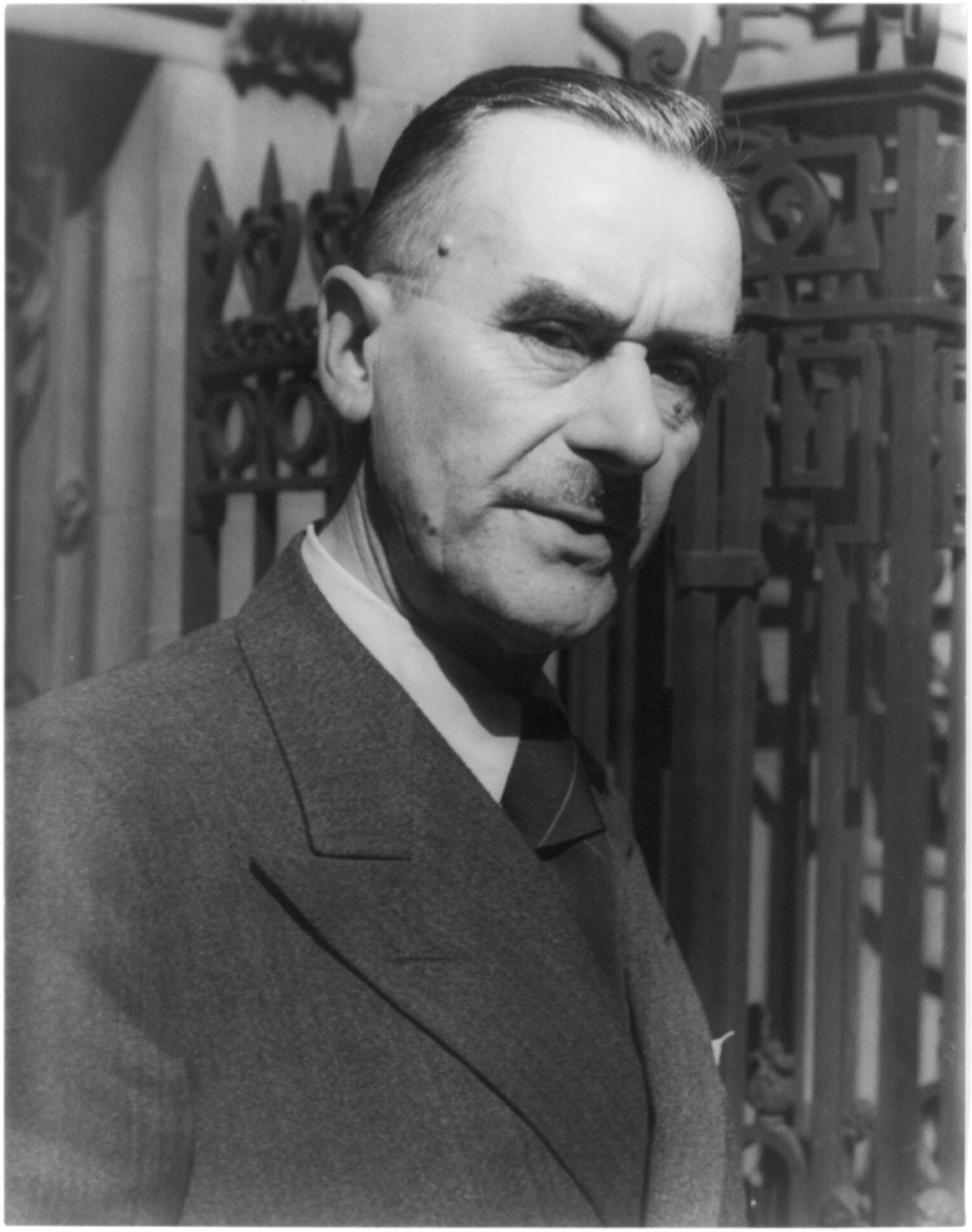
Thomas Mann, scriitor german, laureat Nobel
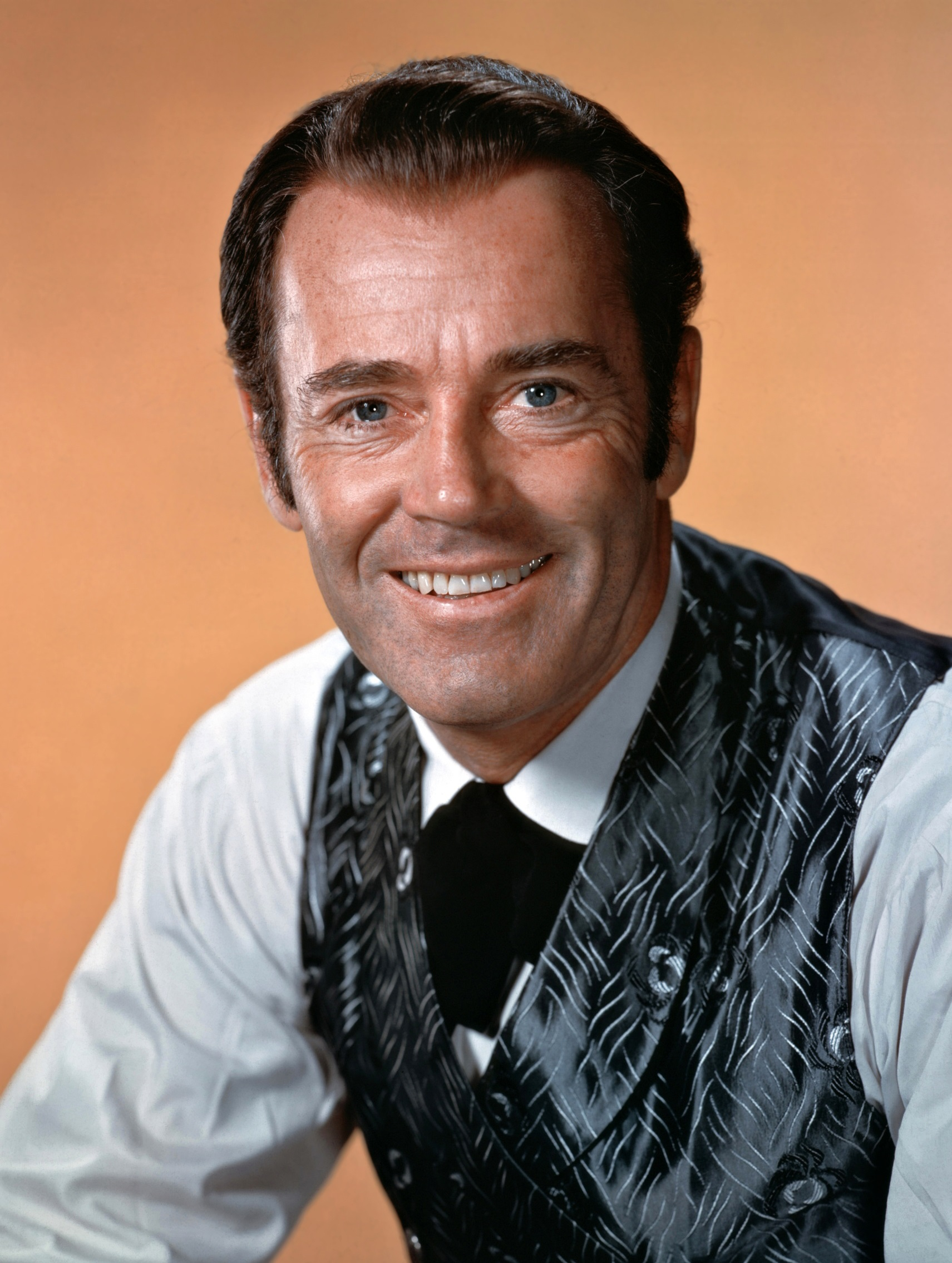
Henry Fonda, actor american
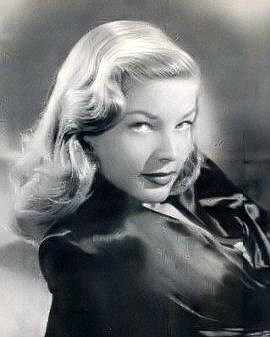
Lauren Bacall, actriță americană

- 1933: Alexandru Philippide, lingvist și filolog român (n. 1859)
- 1955: Thomas Mann, scriitor german, laureat al Premiului Nobel (n. 1875)
- 1963: Simion Sanielevici, matematician român (n. 1870)
- 1965: Constantin Kirițescu, om de știință, zoolog, publicist și istoric român (n. 1876)
- 1973: Walter Rudolf Hess, fiziolog elvețian, laureat al Premiului Nobel pentru Medicină (n. 1881)
- 1973: Karl Ziegler, chimist german, laureat al Premiului Nobel (n. 1898)
- 1982: Henry Fonda, actor american (n. 1905)
- 1989: William Bradford Shockley, fizician american de origine britanică, laureat al Premiului Nobel (n. 1910)
- 1992: John Cage, compozitor și filozof american (n. 1912)
- 2014: Lauren Bacall, actriță americană (n. 1924)
- 2017: Tudor Postelnicu, general român, șef al Securității și ministru de interne în timpul dictaturii lui Nicolae Ceaușescu (n. 1931)
- 2019: Florin Halagian, jucător și antrenor român de fotbal (n. 1939)
- 2020: Gheorghe Gabor, politician român (n. 1942)
- 2022: Wolfgang Petersen, regizor german de film  (n. 1941)
- 2022: Anne Heche, actriță americană (n. 1969)

## Sărbători
- Sf. Mc. Fotie, Anichit, Pamfil și Capiton (calendar ortodox)
- Ziua Internațională a Tineretului
- Ziua Internațională a elefantului